# Asafa Powell
Asafa Powell (* 23. listopadu 1982, Spanish Town) je jamajský atlet, sprinter, bývalý držitel světového rekordu v běhu na 100 metrů z roku 2005 časem 9,77 s a později 9,74 s z 9. září roku 2007. V roce 2006 vítěz ankety Atlet světa.

## Atletická statistika
Ze všech sprinterů dokázal Powell nejčastěji běžet pod exkluzivní hranicí 9,80 s (8×). Dále to dokázal regulérně pouze 6× jeho krajan Usain Bolt a třikrát Američan Tyson Gay. Powell má výborné somatické předpoklady ke sprintu, při výšce 190 cm váží 88 kilogramů a rozsah jeho pohybových schopností je udivující. Je také jedním z nejmladších světových rekordmanů na této trati, poprvé zaběhl rekordní čas už ve svých 22 letech.
Bez zajímavosti jistě není ani fakt, že tento sprinter byl po dlouhé době prvním světovým rekordmanem na stovce, který nereprezentoval USA. Powell je v současnosti jedním z nejlepších sprinterů světa, vyhrál přes 20 běhů na této trati v řadě a zastavil ho až americký rival Tyson Gay na mistrovství světa v Ósace v roce 2007. Pod hranici extratřídy 10,00 sekund dokázal běžet již 97krát, což je s výrazným odstupem historické maximum (více než 50krát to dokázal již pouze Maurice Greene - 53×), pod hranicí 9,90 s běžel 32× (historický rekord) a v jediné sezóně (2008) dokázal běžet pod rovných 10,00 s 15× (což je také historický rekord).
V roce 2008 ho připravil o světový rekord již zmiňovaný krajan Usain Bolt. Ve finále běhu na 100 metrů na olympijských hrách v Pekingu obsadil 16. srpna 2008 Powell časem 9,95 sekundy až 5. místo, čímž znovu prokázal svoji psychickou neschopnost zvládat velké závody.
V roce 2013 měl na jamajském národním mistrovství pozitivní test na doping.
Powell údajně běžel při některých svých rekordních sprintech rychlostí až 12,19 m/s (43,90 km/h), což z něj činí jednoho z nejrychlejších sprinterů všech dob (po krajanu Usainu Boltovi).
V roce 2011 a 2016 se stal celkovým vítězem Diamantové ligy v běhu na 100 m.

## Světový rekord na 100 yardů
27. května 2010 zaběhl na Zlaté tretře v Ostravě nový rekord mítinku a nejrychlejší regulérní čas na 100 metrů na českém území - 9,83 sekundy, navíc ve slabém protivětru. Přitom mu byl změřen také mezičas na 100 yardů (91,44 metru), který činil 9,07 sekundy. V současnosti jde o neoficiální světový rekord, přestože sám Powell a nejspíš i Usain Bolt a Tyson Gay již běželi rychleji v nezměřených mezičasech při svých osobních rekordech. Předchozí rekordní čas z roku 1987 měl hodnotu 9,21 sekundy.

## Osobní rekordy
- 60 m 6,44 s (2016)
- 100 y (91,44 m) 9,07 s (2010, neoficiální SR)
- 100 m 9,72 s (5. nejlepší čas všech dob, 2008)
- 200 m 19,90 s (2006)
- 400 m 45,94 s (2009)[11]
- 4 × 100 m 37,10 s (bývalý SR, 2008) - poslední letmý úsek za 8,70 s

## Vyznamenání
- komandér Řádu distinkce – Jamajka, 2008[12]